# Юсупов, Гамзат Шамхулисламович
Гамзат Шамхулисламович Юсупов (21 августа 1990) — российский борец греко-римского стиля, призёр чемпионата России.

## Спортивная карьера
На российских соревнованиях представляет Республику Дагестан. 2 апреля 2010 года ему было присвоено звание мастер спорта России. В апреле 2016 года на чемпионате СКФО в Махачкале занял второе место, уступив в финале дагестанцу Замиру Магомедову. В августе 2018 года завоевал бронзовую медаль на чемпионате России в Одинцово. В ноябре 2018 года в казахстанском Алматы стал победителем Кубка Турлыханова.

## Спортивные результаты на крупных турнирах
- Чемпионат Азербайджана по борьбе 2011 — ;
- Чемпионат Азербайджана по борьбе 2015 — ;
- Чемпионат России по греко-римской борьбе 2016 — 5;
- Чемпионат России по греко-римской борьбе 2018 — ;
- Чемпионат России по греко-римской борьбе 2019 — 5;